# گروسزولک
گروسزولک (به آلمانی: Großsölk) یک منطقهٔ مسکونی در اتریش است که در Expositur Gröbming واقع شده‌است. گروسزولک ۲۰٫۸۳ کیلومتر مربع مساحت دارد ۶۹۴ متر بالاتر از سطح دریا واقع شده‌است.